# Accipiter nisus wolterstorffi
Lo sparviere della Corsica o sparviere sardo (Accipiter nisus wolterstorffi, Kleinschmidt 1901) è un uccello rapace della famiglia Accipitridae, endemico della Sardegna e della Corsica.

## Descrizione
In confronto alla sottospecie tipo (A. nisus nisus), lo sparviere della Corsica ha un piumaggio più scuro, dimensioni minori e barrature orizzontali del petto e dei fianchi più fitte.
Il maschio adulto ha il piumaggio con una colorazione scura di colore ardesia nelle parti dorsali, tendente al bruno sulla coda. Sono presenti alcune fasce scure trasversali sulle timoniere, terminanti con un apice bianco. Sulle regioni ventrali (gola, petto, ventre, calzoni) prevale la colorazione bianca. La gola mostra delle striature scure, le altre parti mostrano una fitta barratura orizzontale bruna, che in volo si presenta di colore arancio. Il sottocoda è bianco e la coda mostra le stesse bande trasversali scure della parte dorsale, alternate al bianco.
La femmina si differenzia principalmente per la colorazione grigio-bruna, con tonalità tendenti al castano nella coda; il capo ha un sopracciglio bianco e la nuca con striature bianche; la barratura ventrale è leggermente accennata anche nel sottocoda.
Il becco è nero-bluastro, con cera gialla, le zampe gialle.
Il giovane ha una colorazione che tende al marrone, con testa più chiara rispetto all'adulto. Le parti ventrali hanno tonalità biancastre, con barratura orizzontale scura meno fitta e più irregolare rispetto all'adulto.
In merito alla taglia, le femmine sono più grandi, delle dimensioni di un gheppio, e maschi più piccoli di circa un terzo. L'apertura alare varia dai 55 ai 70 cm. Le ali sono ampie e arrotondate.
Il volo è caratterizzato da battiti rapidi alternati a brevi planate e volteggi. Nella planata e nel volteggio le ali sono tenute piatte e orizzontali, leggermente protese in avanti, la coda poco aperta o completamente chiusa.

## Habitat e diffusione
L'habitat tipico dello sparviere è quello delle foreste,  ma a differenza dell'astore sardo si adatta anche a formazioni boschive e di macchia più degradate e di estensione più circoscritta, spingendosi anche fino alle pinete litoranee. Il suo areale è dunque meno frammentato, anche se prevalentemente s'identifica con le regioni montuose.

## Etologia
L'epoca del corteggiamento e della riproduzione cade nel mese di marzo e la deposizione delle uova ha luogo ad aprile-maggio, con 3-6 uova. Il nido è costruito sugli alberi, raramente su cespugli. L'incubazione dura poco più di mese, i piccoli restano sul nido per quattro settimane, abbandonandolo in piena estate.
La sua dieta è prevalentemente composta da altri uccelli di piccole o medie dimensioni e da grossi insetti (Coleotteri e Ortotteri) e, secondariamente, da piccoli mammiferi e raramente da rettili. L'attività predatoria è svolta prevalentemente fra gli alberi.
In sostanza occupa la stessa nicchia ecologica dell'astore, comportandosi come suo competitore, anche se tende a predare specie più piccole.

## Fattori di rischio
La popolazione dello sparviere è stimata nell'ordine di 200 coppie in Sardegna. Il principale fattore di minaccia è rappresentato dalla riduzione della superficie boschiva dovuta a disboscamenti e incendi, tuttavia la sua maggiore versatilità di adattamento rende questa sottospecie meno minacciata rispetto all'astore sardo, risultando classificata solo nella categoria VU (vulnerabile).
Lo status di protezione è definito dalla Legge n. 503 del 1981 Allegato III (che recepisce la Convenzione di Berna) e dalla Legge regionale n. 23 del 1998.